# Orduspor
Orduspor – turecki klub sportowy z siedzibą w Ordu. Najbardziej znaną sekcją klubu jest sekcja piłkarska. 

## Historia
Orduspor Kulubü został założony w 8 marca 1967 w Ordu. W latach 1967–1975 Orduspor występował w 2. Lig. W 1975 awansował do 1. Lig i występował w niej przez kolejne sześć lat. W 1979 roku klub osiągnął największy sukces w swojej historii zajmując 4. miejsce w tureckiej ekstraklasie. Dzięki temu Orduspor wystąpił w Pucharze UEFA, gdzie w I rundzie uległ czechosłowackiemu Baníkowi Ostrawa. 
U siebie Orduspor wygrał 2-0, lecz w rewanżu doznał wysokiej porażki 0-6. Orduspor powrócił jeszcze do tureckiej ekstraklasy i występował w niej w latach 1983–1986. Później klub w latach 1986–96, 1997-00 i 2005–2011 występował na zapleczu ekstraklasy. W 2011 roku Orduspor po 25-letniej przerwie powrócił do Süper Lig.

## Sukcesy
- Süper Lig
  - 4. miejsce (1): 1978/1979

## Europejskie puchary
Legenda do wszystkich tabel:
- Q – runda eliminacyjna, 1/16, 1/8, 1/4, 1/2 – odpowiednia faza rozgrywek, Grupa – runda grupowa, 1r gr – pierwsza runda grupowa, 2r gr – druga runda grupowa, F – finał, R – runda, PO – play-off
- k. – rzuty karne, los. – losowanie, Dogr. – dogrywka, w. – zasada bramek strzelonych na wyjeździe

| Sezon   | Rozgrywki   | Runda | Klub          | Dom | Wyjazd | Ogólnie |
| ------- | ----------- | ----- | ------------- | --- | ------ | ------- |
| 1979/80 | Puchar UEFA | 1R    | Baník Ostrawa | 2–0 | 0–6    | 2–6     |

## Sezony
- 9 sezonów w Süper Lig: 1975-81, 1983–86, 2011-.
- 29 sezonów w 1. Lig: 1967-75, 1981–83, 1986–96, 1997-00, 2005–2011.
- 5 sezonów w 2. Lig: 1996-97, 2000–01, 2002–05.
- 1 sezon w 3. Lig: 2001-2002.

## Sezony wSüper Lig
| Sezon   | Uzyskane Miejsce |
| ------- | ---------------- |
| 1975–76 | 12               |
| 1976-77 | 11               |
| 1977-78 | 11               |
| 1978-79 | 4                |
| 1979-80 | 7                |
| 1980-81 | 16 (spadek)      |
| 1983-84 | 13               |
| 1984-85 | 9                |
| 1985-86 | 18 (spadek)      |